# Ali Stroker
Alyson Mackenzie Stroker (née le 16 juin 1987 à Ridgewood (New Jersey)) est une actrice, autrice et chanteuse américaine. Elle est la première actrice en fauteuil roulant à apparaître sur une scène de Broadway. Elle remporte un Tony Award.

## Biographie
Ali Stroker grandit dans le New Jersey avec ses parents, Jody et Jim Stroker, ainsi qu'un frère aîné, Jake, et une sœur cadette, Tory. À deux ans, Stroker et son frère ont un accident de voiture qui entraîne une blessure à la moelle épinière qui rend Ali paralysée de la taille aux pieds. Incapable de marcher, elle utilise un fauteuil roulant. Elle fréquente la Ridgewood High School, où elle est présidente de classe senior et joue dans des comédies musicales.
Stroker se forme avec le programme Summer Musical Theatre Conservatory à la Paper Mill Playhouse, à Millburn, New Jersey.
En 2009, Stroker est la première actrice en fauteuil roulant à obtenir un diplôme de la Tisch School of the Arts, à New York.

## Carrière
Stroker commence dans une production de la Paper Mill Playhouse The 25th Annual Putnam County Spelling Bee. Elle reprend son rôle dans ce spectacle à la Philadelphia Theatre Company, cette performance lui vaut une nomination aux Barrymore Awards.
En 2012, elle auditionne pour The Glee Project et est choisie pour la saison 2, où elle se classe deuxième, gagnant un rôle d'invité dans la série télévisée Glee, jouant Betty Pillsbury, la nièce de Mme Pillsbury, dans la saison 4, épisode 14 Un peu, beaucoup, passionnément...
En 2015, elle est la première actrice en fauteuil roulant à apparaître sur une scène de Broadway. Elle est à l'origine du rôle d'Anna dans la reprise de L'Éveil du printemps par le Deaf West Theatre.
En 2018, elle joue Ado Annie dans Oklahoma ! à la St. Ann's Warehouse. La production est transférée à Broadway, au Circle in the Square Theatre en 2019. Sa performance vaut à Stroker le Tony Award du meilleur second rôle féminin dans une comédie musicale, faisant d'elle la première personne handicapée à être nommée et à recevoir ce prix.

En septembre 2024, elle interprete l'hymne américain lors de la cérémonie de clôture des jeux paralympiques de Paris 2024

## Vie privée
Ali Stroker est bisexuelle. Elle sort avec Dani Shay, candidate de Glee Project, de 2012 à 2015.
Stroker assiste aux Tony Awards 2019 avec son compagnon (devenu mari), le directeur de théâtre et acteur David Perlow, rencontré en 2015. Ils sont les directeurs fondateurs d'ATTENTIONTheatre. Ils donnent naissance à leur premier enfant en novembre 2022.

## Filmographie
- 2012 : Glee (série télévisée, 1 épisode)
- 2015 : Cotton
- 2017 : Ten Days in the Valley (série télévisée, 3 épisodes)
- 2020 : Noël avec le prince de mes rêves (TV)
- 2022 : Ozark (série télévisée, 7 épisodes)
- 2022 : Only Murders in the Building (série télévisée, 4 épisodes)
- 2022 : Échos (mini-série télévisée, 7 épisodes)